# Akor Adams
Akor Jerome Adams (Nigeria, 29 de enero de 2000) es un futbolista nigeriano que juega de delantero en el Sevilla F. C. de la Primera División de España.

## Trayectoria
En agosto de 2018 fichó por el Sogndal Fotball noruego procedente de la Jamba Football Academy de Nigeria. Debutó con el club el 28 de agosto de 2018. Se perdió gran parte de la temporada 2020 debido a una lesión. Su contrato con el Sogndal expiró al final de la temporada 2021. Terminó la temporada con 10 goles en 28 partidos. El 2 de diciembre de 2021 firmó un contrato de tres años con el Lillestrøm S. K. Debutó en competición oficial en la copa, marcando contra el Nardo; y después debutó en la Eliteserien el 2 de abril de 2022 contra el Hamarkameratene, marcando uno de los goles del empate a 2-2.
El 27 de enero de 2025, tras una temporada y media en el Montpellier H. S. C., fichó por el Sevilla F. C. hasta mediados de 2029.

## Selección nacional
Jugó con la selección sub-20 de Nigeria en la Copa Mundial de Fútbol Sub-20 de 2019.

## Estadísticas

### Clubes
Actualizado al último partido disputado el 3 de noviembre de 2024.
| Club                         | Div.          | Temporada     | Liga  | Liga  | Liga   | Copas nacionales | Copas nacionales | Copas nacionales | Copas internacionales | Copas internacionales | Copas internacionales | Total | Total | Total  |
| Club                         | Div.          | Temporada     | Part. | Goles | Asist. | Part.            | Goles            | Asist.           | Part.                 | Goles                 | Asist.                | Part. | Goles | Asist. |
| ---------------------------- | ------------- | ------------- | ----- | ----- | ------ | ---------------- | ---------------- | ---------------- | --------------------- | --------------------- | --------------------- | ----- | ----- | ------ |
| Sogndal Fotball · Noruega    | 2.ª           | 2018          | 12    | 1     | 0      | 0                | 0                | 0                | —                     | —                     | —                     | 12    | 1     | 0      |
| Sogndal Fotball · Noruega    | 2.ª           | 2019          | 13    | 3     | 0      | 0                | 0                | 0                | —                     | —                     | —                     | 13    | 3     | 0      |
| Sogndal Fotball · Noruega    | 2.ª           | 2020          | 4     | 2     | 0      | 0                | 0                | 0                | —                     | —                     | —                     | 4     | 2     | 0      |
| Sogndal Fotball · Noruega    | 2.ª           | 2021          | 27    | 10    | 2      | 0                | 0                | 0                | —                     | —                     | —                     | 27    | 10    | 2      |
| Sogndal Fotball · Noruega    | Total club    | Total club    | 56    | 16    | 2      | 0                | 0                | 0                | 0                     | 0                     | 0                     | 56    | 16    | 2      |
| Lillestrøm S. K. · Noruega   | 1.ª           | 2021          | 0     | 0     | 0      | 2                | 1                | 0                | —                     | —                     | —                     | 2     | 1     | 0      |
| Lillestrøm S. K. · Noruega   | 1.ª           | 2022          | 23    | 8     | 2      | 7                | 2                | 2                | —                     | —                     | —                     | 30    | 10    | 4      |
| Lillestrøm S. K. · Noruega   | 1.ª           | 2023          | 15    | 15    | 2      | 2                | 2                | 0                | 1                     | 0                     | 0                     | 18    | 17    | 2      |
| Lillestrøm S. K. · Noruega   | Total club    | Total club    | 38    | 23    | 4      | 11               | 5                | 2                | 1                     | 0                     | 0                     | 50    | 28    | 6      |
| Montpellier H. S. C. Francia | 1.ª           | 2023-24       | 32    | 8     | 1      | 1                | 2                | 1                | —                     | —                     | —                     | 33    | 10    | 2      |
| Montpellier H. S. C. Francia | 1.ª           | 2024-25       | 10    | 3     | 1      | 0                | 0                | 0                | —                     | —                     | —                     | 10    | 3     | 1      |
| Montpellier H. S. C. Francia | Total club    | Total club    | 42    | 11    | 2      | 1                | 2                | 1                | 0                     | 0                     | 0                     | 43    | 13    | 3      |
| Total carrera                | Total carrera | Total carrera | 136   | 50    | 8      | 12               | 7                | 3                | 1                     | 0                     | 0                     | 149   | 57    | 11     |